# John Barres
John Oliver Barres, né le 20 septembre 1960 à Larchmont (État de New York), est un prélat américain, évêque de Rockville Centre depuis 2016, après avoir été évêque d'Allentown. Il appartient à l'Opus Dei. En plus de son anglais natal, il parle couramment espagnol, français et italien.

## Biographie

### Formation
John Barres est le cinquième d'une famille de six enfants, fils d'Oliver et Marjorie (née Catchpole) Barres. Ses parents faisaient partie d'une secte anabaptiste et se sont rencontrés à la Yale Divinity School avant de se convertir en 1955 au catholicisme; son père a raconté sa conversion dans un livre intitulé One Shepherd, One Flock. John Barres est baptisé par le serviteur de Dieu Fulton Sheen.
Il est éduqué à la prestigieuse Phillips Academy d'Andover, dans le Massachusetts, puis entre à l'université Princeton, où il obtient un B.A. en littérature anglaise, et ensuite à l'école de Business Administration de l'université de New York, dont il obtient un M.B.A. en management (1984). En 1988, il est diplômé de théologie sacrée, puis licencié en théologie systématique de l'université catholique d'Amérique.

### Prêtre
John Barres est ordonné prêtre par Robert Edward Mulvee le 21 octobre 1989. Il sert comme vicaire à l'église de la Sainte-Famille de Newark, jusqu'en 1992, puis à Sainte-Élisabeth de Wilmington, jusqu'en 1996. Ensuite il recommence ses études à Rome à l'université pontificale de la Sainte-Croix où il obtient une licence de droit canon en 1998 et un doctorat en spiritualité en 1999; sa thèse est intitulée Jean-Jacques Olier's Priestly Spirituality: Mental Prayer and Virtue as the Foundation for the Direction of Souls.
À son retour aux États-Unis en 1999, John Barres devient vice-chancelier du diocèse de Wilmington. En 2000, il est nommé chancelier et chapelain de Sa Sainteté. En novembre 2005, Barres est fait prélat honoraire de Sa Sainteté. Il sert dans diverses commissions diocésaines, ainsi qu'au comité administratif de la conférence catholique du Maryland, au comité du St. Francis Hospital, au comité de la Cathedral Foundation. En plus de ses fonctions comme chancelier, il est brièvement curé de l'église du Saint-Enfant de Wilmington en 2009.

### Évêque
John Barres est nommé évêque d'Allentown (en Pennsylvanie) le 27 mai 2009. Il est consacré le 30 juillet suivant à la cathédrale Sainte-Catherine-de-Sienne par le cardinal Rigali, archevêque de Philadelphie,. Son diocèse accueille alors 276 000 catholiques. Il y fonde la Saint Thomas More Society pour les juristes et attache une attention spéciale à l'évangélisation des populations hispaniques.
Le pape François le nomme évêque de Rockville Centre à Long Island, le 9 décembre 2016. Son installation est célébrée le 31 janvier 2017 à la cathédrale Sainte-Agnès. En octobre 2017, il annonce la formation de l'Independent Reconciliation and Compensation Program (IRCP) pour les victimes d'abus sexuels dans le diocèse. Barres sert aussi à la commission de l'évangélisation et de la catéchèse de la Conférence des évêques catholiques des États-Unis (USCCB). Pendant l'été 2017, il crée avec Telecare, le réseau de télévision du diocèse, une série vidéo destinée aux personnes du diocèse travaillant loin de leur lieu d'habitation, afin qu'ils puissent la visionner pendant leurs heures de transport. Elle est intitulée The Catholic Spirituality of Commuter Delays.

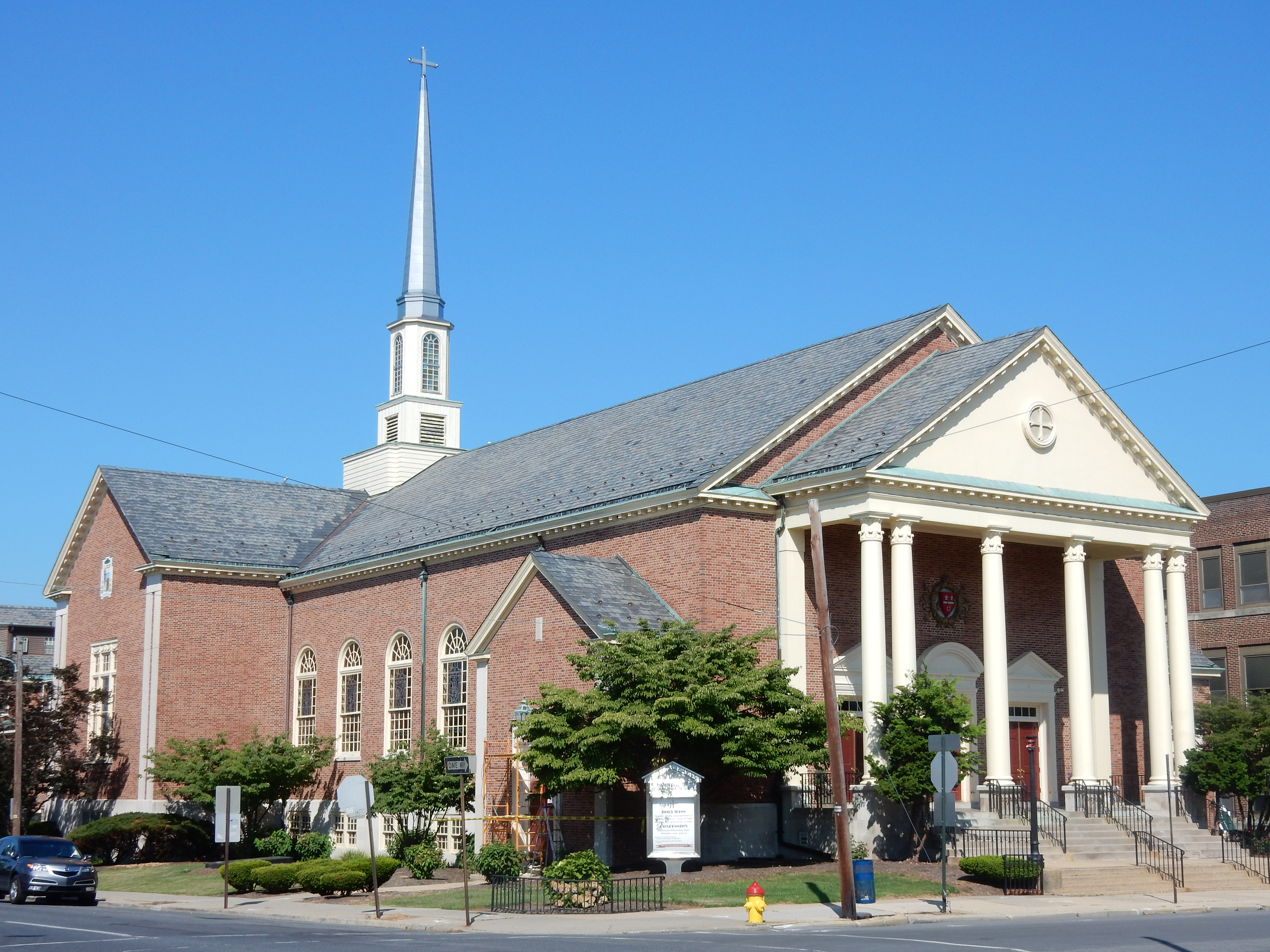
Cathédrale Sainte-Catherine-de-Sienne d'Allentown.
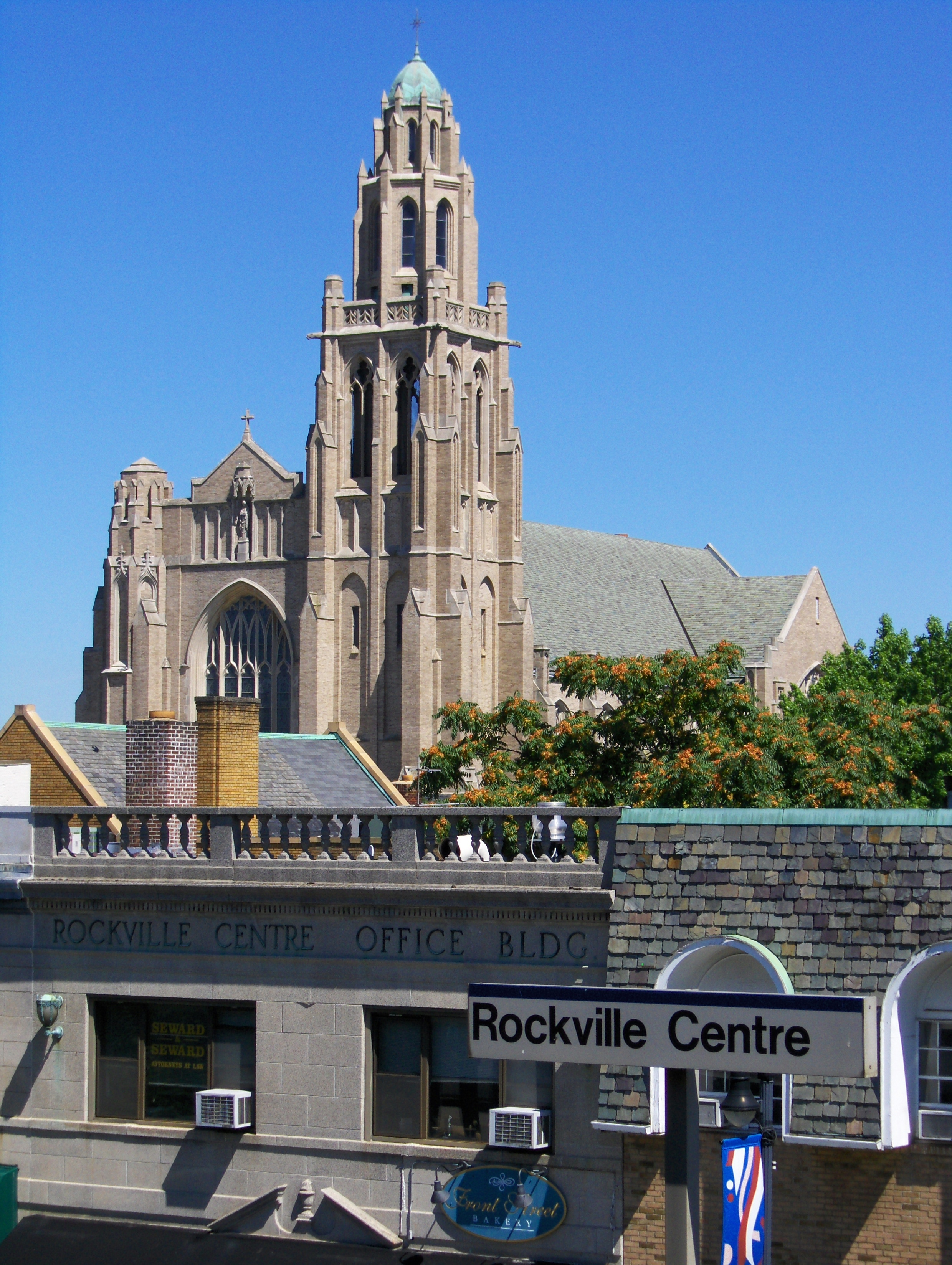
Cathédrale Sainte-Agnès de Rockville Centre.